# Varnsdorfský rybník
Varnsdorfský rybník (lidově Mašíňák a nebo také Rio) je rybník, který se nachází na jižním okraji Varnsdorfu, poblíž hlavní silnice, asi 0,5 km od železniční stanice Dolní Podluží. Má rozlohu 8,8 ha. Provozní hladina se nachází v nadmořské výšce 368,6 m a objem vody při této hladině činí 154 050 m³.

## Pojmenování
Ve vodohospodářských mapách je veden jako „Varnsdorfský rybník“. Název „Rekreační rybník“ byl používán ve vztahu k účelu, ke kterému byl budován, nejvíce se však vžilo lidové označení „Mašíňák“ (podle Josefa Masina,predsedy MeNV,ktery ho nechal vybudovat v roce 1961) a „Rio“.

## Pobřeží
U rybníku je písčitá a travnatá pláž. Dno je bahnité a klesá mírně.

### Hráz
Hráz je zemní, sypaná o celkové délce 745 m. Kóta koruny hráze je 369,6 m.

## Vodní režim
Varnsdorfský rybník je průtočný, napájený vodou z povodí pravostranného přítoku Mandavy. Povodí rybníku má celkovou plochu 1,75 km².[zdroj?]

## Využití
Vodní dílo slouží k extenzivnímu chovu ryb, jako zdroj vody pro závlahu, jako protipovodňová ochrana a také jako krajinotvorný k zachycení vody v krajině. Tyto účely jsou uvedeny ve schváleném manipulačním a provozním řádu vodního díla a jsou dány zejména podmínkami poskytnuté dotace na revitalizaci vodního díla, stanovené Státním fondem životního prostředí a Agenturou ochrany přírody a krajiny, dříve vydanými platnými rozhodnutími orgánů státní správy, charakterem a konstrukcí vodního díla, účinkem při ochraně níže ležícího území před povodněmi a historickými souvislostmi. Vodní dílo Varnsdorfský rybník bylo podle svého významu a rozsahu možného ohrožení území pod hrází zařazeno (pro účely technicko-bezpečnostního dohledu ve smyslu § 61, odst. 2, zák. č. 254/2001 Sb., O vodách) do III. kategorie.[zdroj?]

### Kvalita vody, koupání
V současné době není vodní dílo Varnsdorfský rybník, a to ani z části, provozován jako veřejné koupaliště. Přilehlé okolí – pozemky v majetku města, vč. bývalé pláže jsou běžným veřejným prostranstvím, se zajištěnou průběžnou údržbou (sečení travnatých ploch, odvoz obsahu odpadkových košů – Odbor životního prostředí MěÚ Varnsdorf). Koupání v rybníce je možné na vlastní nebezpečí. Původní zázemí koupaliště (sociální zařízení, občerstvení, atd.) a rekreační areál je [kdy?] mimo provoz a jsou nabízeny k prodeji. Nájemcem (uživatelem) rybníka je Český rybářský svaz MO Varnsdorf,[zdroj?] který zajišťuje obsluhu vodního díla v souladu se schváleným manipulačním a provozním řádem. Mimo jiné je tímto řádem uživatel vodního díla pověřen sledováním ukazatelů kvality vody v rybníku důležitých z hlediska života rybí obsádky v rybníku, nikoliv pro koupání osob.